# WWE 인터콘티넨털 챔피언십

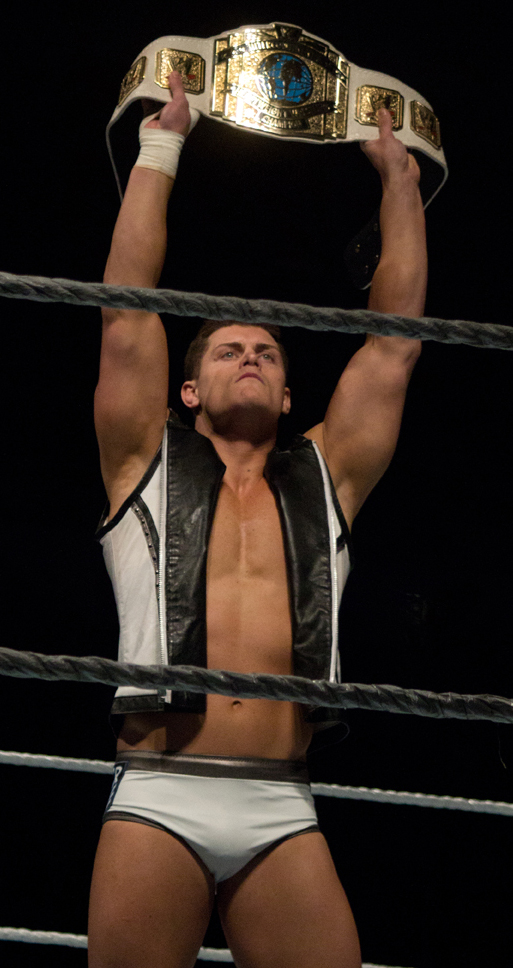

WWE 인터콘티넨털 챔피언십(WWE Intercontinental championship)은 WWE의 챔피언십 중 하나이다. 원래 노스 아메리카 챔피언십이 있었으나 통합되었다.
WWE에서는 중간급 챔피언십을 나타내며 트리플 크라운과 그랜드 슬램 챔피언십에 필요한 챔피언십이기도 하다.
현재는 러 브랜드 소속 중인 챔피언십이다. 챔피언십 벨트 이미지는 일반적인 벨트이미지를 사용했지만 현재는 고전벨트 이미지로 사용하고 있다.
기록에 의하면 최다 챔피언이 크리스 제리코 (9회),초대 챔피언이 팻 패더슨,최장수 챔피언이 군터 (666일),최중량 챔피언이 빅쇼 (200kg) (전에는 리키쉬 (180kg)),여성 챔피언이 차이나 등이 있다.

## 역사
인터콘티넨털 챔피언십은 WWF (월드 레슬링 페데레이션,WWE의 전 이름)에서 1979년 9월 15일 펫 패더슨이 처음으로 인터콘티넨털 챔피언십 등극됨과 동시에 시작된다.
WWF가 WCW와ECW를 인수할 때 2001년 서바이벌 시리즈에서 당시 WCW 유나이티드 스테이츠 챔피언이었던 에지가 당시 인터콘티넨털 챔피언인 테스트를 이기고 통합 챔피언십이 되었다. (훗날 유나이티드 스테이츠 챔피언십은 브랜드 확장으로 스맥다운 단장이었던 스테파니 맥맨에 의해 2003년 벤전스에서 다시 시작된다.)
WWF가 현재 WWE로 변경해 브랜드 확장한 이후, 랍 밴 댐이 인터콘티넨털 챔피언이 보유하면서 2002년 7월 22일유러피언 챔피언십과,2002년 8월 26일 하드코어 챔피언십을 획득하며 통합하는 일이 있었다.
유러피언 챔피언십에는 제프 하디를, 하드코어 챔피언십에는 타미 드리머를 상대로 이기면서 통합했다. 또한 월드 헤비급 챔피언이었던 트리플H가 인터콘티넨털 챔피언이 었던 케인을 이기고 인터콘티넨털 챔피언십을 획득하면서 잠시 폐지되었다가, 2003년 5월 당시 러 공동단장인 스티브 오스틴이 다시 러브랜드로 부활시켰다.

## 역대 타이틀 명칭
| 타이틀 명칭                          | 연도                                                     |
| ------------------------------------ | -------------------------------------------------------- |
| WWF 인터콘티넨털 헤비웨이트 챔피언십 | 1979년 9월 15일 ~ 1992년 4월 5일                         |
| WWF 인터콘티넨털 챔피언십            | 1992년 4월 5일 ~ 2002년 5월 6일                          |
| WWE 인터콘티넨털 챔피언십            | 2002년 5월 6일 ~ 2002년 10월 20일 2003년 5월 18일 ~ 현재 |

## 기록들
- 초대 챔피언 : 팻 패터슨
- 최장수 챔피언 : 군터 (666일)
- 최단 기간 챔피언 : 딘 더글러스 (10분)
- 최다 챔피언 : 크리스 제리코 (9회)
- 최중량급 챔피언 : 빅 쇼 (200kg)
- 최경량급 챔피언 : 레이 미스테리오 (79kg)
- 최고령 챔피언 : 릭 플레어 (56세 360일)
- 최연소 챔피언 : 제프 하디 (23세 222일)

## 역대 챔피언 선수 목록
- 팻 패더슨 (초대 챔피언)
- 켄 파테라
- 페드로 모릴스
- 돈 무라코
- 티토 산타나
- 그레이그 발렌타인
- 랜디 새비지
- 리키 스팀보트
- 홍키 통크 맨
- 얼티밋 워리어
- 릭 루드
- 미스터 퍼펙트
- 브렛 하트
- 로디 파이퍼
- 브리티시 불독
- 숀 마이클스
- 마티 자네티
- 레이저 라몬
- 디젤
- 딘 더글러스
- 제프 제럿
- 골더스트
- 트리플 H
- 더 락
- 오웬 하트
- 스티브 오스틴
- 켄 샴락
- 발 비너스
- 로드 독
- 갓 파더
- 에지
- 딜로 브라운
- 차이나 (최초이자 유일한 여성 레슬러)
- 크리스 제리코
- 커트 앵글
- 크리스 벤와
- 리키쉬
- 에디 게레로
- 빌리 건
- 제프 하디
- 케인
- A-트레인
- 랜스 스톰
- 크리스찬
- 테스트
- 윌리엄 리갈
- 랍 밴 댐
- 부커 T
- 랜디 오턴
- 쉘턴 벤자민
- 칼리토
- 릭 플레어
- 존 모리슨
- 우마가
- 산티노 마렐라
- 코피 킹스턴
- CM 펑크
- 존 브래드쇼 레이필드
- 레이 미스테리오
- 드류 맥킨타이어
- 돌프 지글러
- 배드 뉴스 배럿
- 이지키엘 잭슨
- 코디 로즈
- 빅 쇼
- 더 미즈
- 커티스 엑슬
- 빅 E
- 루크 하퍼
- 대니얼 브라이언
- 라이백
- 케빈 오웬스
- 딘 앰브로스
- 잭 라이더
- 로만 레인즈
- 세스 롤린스
- 보비 래슐리
- 핀 베일러
- 나카무라 신스케
- 브론 스트로우맨
- 새미 제인
- AJ 스타일스
- 아폴로 크루즈
- 리코셰
- 군터
- 브론 브레이커
- 제이 우소
- 도미닉 미스테리오 (현 챔피언)

## 같이 보기
- 트리플 크라운 챔피언십
- 그랜드 슬램 챔피언십
- WWE 유나이티드 스테이츠 챔피언십
- WWE 유러피언 챔피언십
- WWE 하드코어 챔피언십
- ECW 월드 텔레비전 챔피언십
- TNA X-디비전 챔피언십
- TNA 킹 오브 더 마운틴 챔피언십
- RoH 월드 텔레비전 챔피언십
- RoH 월드 퓨어 챔피언십
- GFW 넥스트 제너레이션 챔피언십